# ريان تي هولت
ريان تي هولت (بالإنجليزية: Ryan T. Holte)‏ هو محامي أمريكي، ولد في 1983 في نابا في الولايات المتحدة.